# Jesu Kristi Kyrka i Sverige

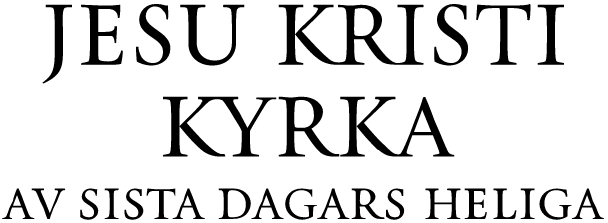

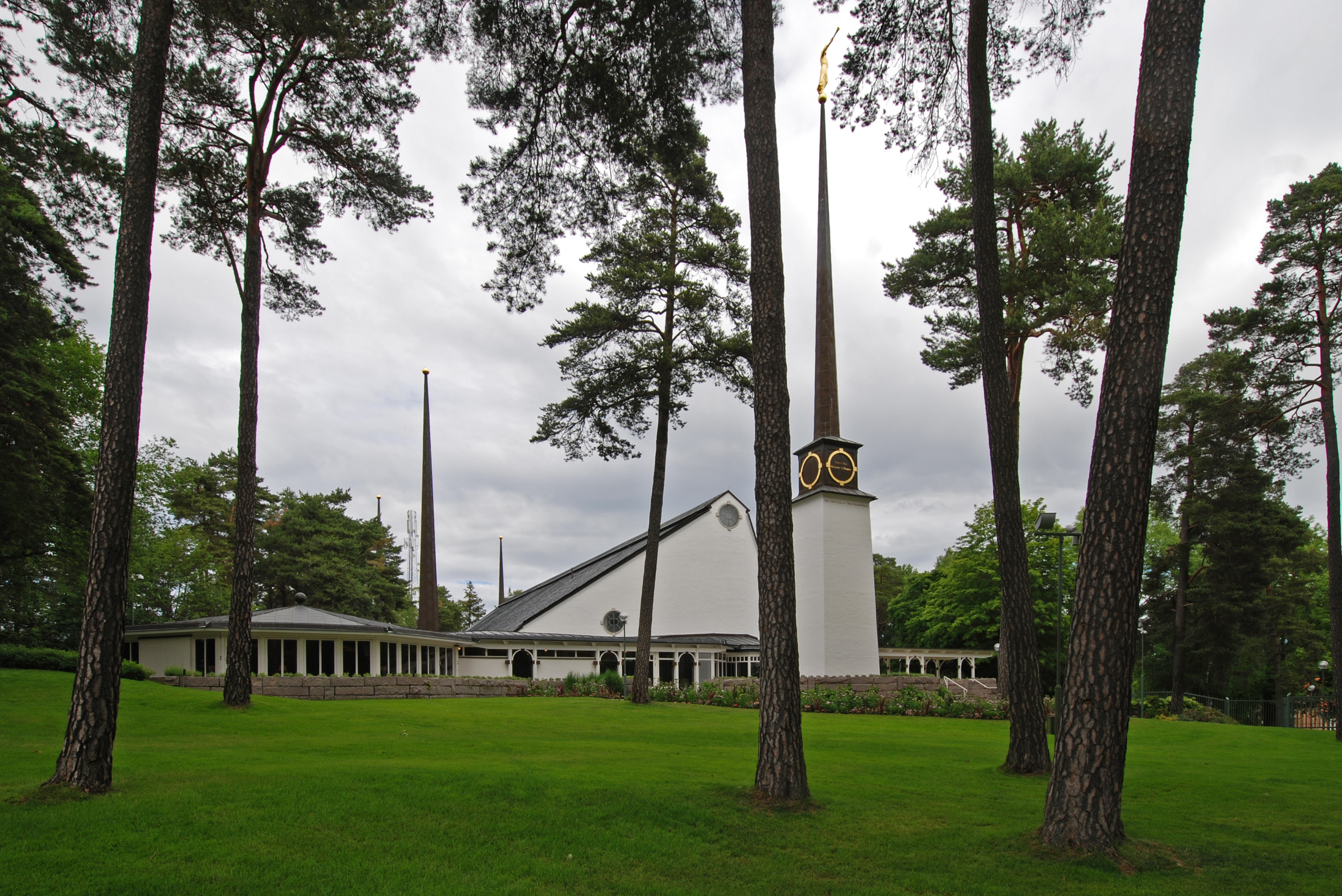
Templet i Stockholm, 2017.

Jesu Kristi Kyrka av Sista Dagars Heliga i Sverige är en del av det världsomspännande antitrinitaristiska trossamfundet Jesu Kristi Kyrka av Sista Dagars Heliga (som ibland kallas LDS från engelskans "the Church of Jesus Christ of Latter-day Saints" och som i dagligt tal ibland kallas för mormonism och vars medlemmar ofta benämns mormoner).
Den har funnits i Sverige sedan 1850 och hade 2019 knappt 10 000 medlemmar i 40 församlingar. Samfundet har ett hundratal frivilliga missionärer från flera olika länder som volonterar och verkar i Sverige. Svenska missionärer sänds regelbundet att verka i andra länder.[källa behövs]
Samfundet påbjuder släktforskning eftersom man lär ut att det är möjligt att utföra ställföreträdande förrättningar, som dop och äktenskap, för döda släktingar (se dop för de döda). Samfundet har därför genomfört mikrofilmning av alla svenska kyrkoböcker.
Jesu Kristi Kyrka i Sverige erhåller inte statsbidrag från Myndigheten för stöd till trossamfund.

## Historia
Den 26 juli 1850 kom den förste missionären från kyrkan, John E. Forsgren, till Sverige. Forsgren, som var född i Gävle, var den förste skandinav som blev döpt i kyrkan. Enligt uppgift bildades en mormonförsamling i Gävle på 1850-talet[källa behövs]. Forsgren förföljdes av stadens myndigheter och tvingades lämna landet. Jesu Kristi Kyrka av Sista Dagars Heliga har varit verksam i södra Sverige (Skåne, Blekinge, Kronoberg och södra Halland) sedan 1853 och i Västra Götalands och Jönköpings län samt norra Halland sedan 1855.
Mormons bok översattes till svenska första gången 1878.
Den 20 april 1975 organiserades Stockholms stav (en grupp av församlingar), den 20 november 1977 organiserades Göteborgs stav. Malmö stav organiserades den 1 september 1996. Samfundets första tempel i Norden, templet i Västerhaninge, invigdes av president (ledare för Jesu Kristi Kyrka av Sista Dagars Heliga) Gordon B. Hinckley den 2 juli 1985. Hösten 2021 tillträdde Bo Christer Bertilson som ny president för templet i Stockholm.

## Uppbyggnad

### Församlingar
Lokalt är samfundet uppdelad i församlingar (möteshus/kapell), som leds av en biskop. I Sverige finns 40 församlingar och grenar. Alla samfundets ledare på lokal nivå utför sina uppgifter under några år, varefter dessa roteras.[källa behövs]

### Stavar
En grupp församlingar utgör i sin tur en stav som leds av en stavspresident. Biskopar och stavspresidenter arbetar oavlönat men har inflytande i sitt geografiska område inom samfundet. Stavar som har färre prästadömsbärare än vad som krävs för att en församlingsgrupp ska räknas som stav kallas istället för distrikt och har grenar, som är en mindre typ av församling.

### Regioner
I Sverige är samfundet indelat i fem regioner, varav fyra är stavar och ett är ett distrikt. 
- Göteborgs stav bestod 2024 av församlingarna Alingsås, Borås, Jönköping, Kungsbacka, Trollhättan, Utby och Västra Frölunda samt grenarna i Karlstad och Skövde.[9]
- Malmö stav bestod 2024 av församlingarna Halmstad, Helsingborg, Kristianstad, Lund och Malmö samt grenarna Karlskrona och Växjö.[10]
- Stockholms stav bestod 2024 av församlingarna Borlänge, Gubbängen, Jakobsberg, Stockholm, Täby, Uppsala och Örebro samt grenarna Gävle och Västerås.[11]
- Stockholms södra stav bestod 2024 av församlingarna Handen, Hägersten, Norrköping, Södertälje, Vendelsö och Västerhaninge samt grenarna Eskilstuna, Katrineholm, Linköping och Visby.[12]
- Umeå distrikt bestod 2024 av grenarna Luleå, Skellefteå, Sundsvall, Umeå och Örnsköldsvik.[13]

### Tempel
Templet i Stockholm ligger i Västerhaninge i Haninge kommun, 25 km söder om centrala Stockholm. Det 1 348 m² stora templet invigdes 1985. Efter att templet hade invigts, ändrade Haninge kommun namnet på vägen, där templet finns och där det nya kommer att stå, till Tempelvägen.[källa behövs]
Templet i Stockholm betjänar kyrkans medlemmar i Göteborgs, Stockholms och Stockholms södra stavar samt Umeå distrikt i Sverige, Drammens och Oslo stavar i Norge och Riga distrikt i Lettland. I januari 2024 påbörjades en omfattande ombyggnation av templet, som nu är stängt för allmänheten.
Som enda svenska stav betjänas Malmö stav av Templet i Köpenhamn, som invigdes 2004. Templet i Köpenhamn betjänar även Köpenhamns stav, Århus stav och Reykjaviks distrikt.den av Templet i Köpenhamn.

### Missionärsarbete
Vägen till hopp och frid är ett forum för missionärsarbete via sociala medier (Facebook, Instagram, Youtube) som drivs av Sverige-missionen för Jesu Kristi Kyrka av Sista Dagars Heliga. I det digitala missionärsarbetet ingår även en hemsida kallad Vandra i tro som är länkad till Vägen till hopp och frid. Vägen till hopp och frid på Youtube skapades den 16 januari 2021 . Missionärsarbetet bedrivs framför allt genom publicering av videoinspelningar och texter av medlemmar i Jesu Kristi Kyrka av Sista Dagars Heliga. Redan 2013 annonserade L. Tom Perry, i de tolv apostlarnas kvorum, att missionärerna 2014 skulle börja använda sociala medier och internet i sitt missionärsarbete Under Covid-19-pandemin fanns det inte längre möjlighet för missionärsarbete att bedrivas fysiskt, vilket medförde att missionärsarbete  i huvudsak kom att bedrivas digitalt via bland annat sociala medier Jesu Kristi Kyrka av Sista Dagars Heliga i Sverige har även en officiell hemsida som vänder sig både till medlemmar av Jesu Kristi Kyrka av Sista Dagars Heliga och till allmänheten.

### Notförteckning
1. ↑  ”Historia”. The Church of Jesus Christ of Latter-day Saints in Sweden. http://www.jesukristikyrka.se/about. Läst 11 januari 2015.
2. ↑  https://www.jesukristikyrka.org/about Statistikuppgift från 2019-12-31, läst 2022-02-23
3. ↑  ”Trossamfundens sociala insatser; en preliminär undersökning (Ds 2015:3)”. Socialdepartementet. Arkiverad från originalet den 22 augusti 2019. https://web.archive.org/web/20190822141639/https://www.myndighetensst.se/download/18.1d705d99157404e47e4b4727/1474664449521/ds-20153-trossamfundens-sociala-insatser.pdf.
4. ↑  Löfgren, Folke; Sollbe, Barbro. ”Templet Gestrikland/Norra bönhuset, Norra Kungsgatan 29, Norrtull”. Gävledraget. http://www.gavledraget.com/20000-kultur/20600-stadsvandringar/20610-gavlevandringar-med-folke-av-folke-lofgren-och-barbro-sollbe/templet-gestriklandnorra-bonhuset-norra-kungsgatan-29-norrtull/. Läst 26 september 2017.
5. ↑   Mormons bok: En berättelse, skrifven med Mormons hand på plåtar efter Nephi plåtar... Öfvers. från engelskan [af August W.Carlson.] Utg. af N.C.Flygare. København. 1878. Libris 3059133
6. ↑  ”Bo Christer Bertilson – ny president för Stockholms tempel”. churchofjesuschrist.org. 1 september 2021. https://www.churchofjesuschrist.org/study/liahona/2021/09/eur-swe-local-pages/local-news-002?lang=swe. Läst 25 juli 2022.
7. ↑  kyrkans organisatoriska struktur, Newsroom på www.lds.org
8. ↑  ”Vad är en församling/stav/gren? | Mormon.org” (på engelska). www.mormon.org. Arkiverad från originalet den 3 oktober 2018. https://web.archive.org/web/20181003183335/https://www.mormon.org/swe/vanliga-fr%C3%A5gor/f%C3%B6rsamling-stav-gren. Läst 3 oktober 2018.
9. ↑  ”Göteborgs stav”. churchofjesuschrist.org. Jesu Kristi kyrka av sista dagars heliga. https://maps.churchofjesuschrist.org/stakes/510262. Läst 30 december 2024.
10. ↑  ”Malmö stav”. churchofjesuschrist.org. Jesu Kristi kyrka av sista dagars heliga. https://maps.churchofjesuschrist.org/stakes/525456. Läst 30 december 2024.
11. ↑  ”Stockholms stav”. churchofjesuschrist.org. Jesu Kristi kyrka av sista dagars heliga. https://maps.churchofjesuschrist.org/stakes/507601. Läst 30 december 2024.
12. ↑  ”Stockholms södra stav”. churchofjesuschrist.org. Jesu Kristi kyrka av sista dagars heliga. https://maps.churchofjesuschrist.org/stakes/523569. Läst 30 december 2024.
13. ↑  ”Umeå distrikt”. churchofjesuschrist.org. Jesu Kristi kyrka av sista dagars heliga. https://maps.churchofjesuschrist.org/stakes/603538. Läst 30 december 2024.
14. ↑  Satterfield, Rick. ”Stockholm Sweden Temple District”. churchofjesuschristtemples.org. Temples of The Church of Jesus Christ of Latter-day Saints. https://churchofjesuschristtemples.org/stockholm-sweden-temple/district/. Läst 30 december 2024.
15. ↑  Ludvigsson, Anna (27 januari 2024). ”Nu rivs Sveriges enda mormontempel”. Mitt i Stockholm. https://www.mitti.se/nyheter/nu-rivs-sveriges-enda-mormontempel-6.3.198578.22512e02c1. Läst 30 december 2024.
16. ↑  ”Herrens hus i Sverige byggs om”. Jesu Kristi kyrka av sista dagars heliga. Arkiverad från originalet den 24 januari 2025. https://web.archive.org/web/20250124000739/https://www.jesukristikyrka.org/rekonstruering-av-herrens-hus-i-sverige?lang=swe-se. Läst 30 december 2024.
17. ↑  Satterfield, Rick. ”Copenhagen Denmark Temple”. churchofjesuschristtemples.org. Temples of The Church of Jesus Christ of Latter-day Saints. https://churchofjesuschristtemples.org/copenhagen-denmark-temple/. Läst 30 december 2024.
18. ↑  Satterfield, Rick. ”Copenhagen Denmark Temple District”. churchofjesuschristtemples.org. Temples of The Church of Jesus Christ of Latter-day Saints. https://churchofjesuschristtemples.org/copenhagen-denmark-temple/district/. Läst 30 december 2024.
19. ↑  ”Om Vandra i tro”. Vandra i tro. https://www.vandraitro.se/om-vandra-i-tro. Läst 26 december 2022.
20. ↑  ”Hem”. Vandra i tro. https://www.vandraitro.se/. Läst 26 december 2022.
21. ↑  ”Vägen till hopp och frid - YouTube”. www.youtube.com. https://www.youtube.com/@vagentillhoppochfrid1591. Läst 26 december 2022.
22. ↑  ”Shira Telushkin (2014).The facebook of Mormon.”. The Atlantic. 31 januari 2014. https://www.theatlantic.com/technology/archive/2014/01/the-facebook-of-mormon/283467/. Läst 31 december 2022.
23. ↑  ”Missionary Work Will Continue to Move Forward Despite COVID-19 Pandemic, Says Elder Uchtdorf - Church News and Events”. www.churchofjesuschrist.org. https://www.churchofjesuschrist.org/church/news/missionary-work-will-continue-to-move-forward-despite-covid-19-pandemic-says-elder-uchtdorf?lang=eng. Läst 26 december 2022.
24. ↑  ”Brady McCombs (2022). Mormons to use technology in missionary work. Missionaries can use the Internet to recruit new church members. The Topeka Capital -Journal.”. Topeka Capital-Journal. 2022. https://eu.cjonline.com/story/lifestyle/faith/2013/07/12/mormons-use-technology-missionary-work/16391452007/?fbclid=IwAR26dbxXq5iqq3a0feiGMncddfqGBQR1Fvv4WGrQcI6zVc640_19pqrSJNI. Läst 31 december 2022.
25. ↑  ”Officiell webbplats för Jesu Kristi Kyrka av Sista Dagars Heliga i Sverige.”. Jesu Kristi Kyrka av Sista Dagars Heliga. https://www.jesukristikyrka.org/. Läst 26 december 2022.